# 公孫鉏 (鄭國)
公孙鉏（？—？），姬姓，名鉏，是子罕的儿子，子展的弟弟，子皮的叔叔，郑国马师。
前543年，郑国的马师羽颉出奔晋国，子皮让公孙鉏接任马师。